# Vlasina Vlasotince
Fudbalski Klub Vlasina Vlasotince (serb.: Фудбалски Клуб Власина Власотинце) – serbski klub piłkarski z siedzibą w mieście Vlasotince (w okręgu jablanickim). Został utworzony w 1920 roku. Obecnie występuje w Srpskiej lidze (3. poziom serbskich rozgrywek piłkarskich), w grupie Istok.

## Stadion
Klub rozgrywa swoje mecze domowe na stadionie Stadion Rosulja w mieście Vlasotince, który może pomieścić 1.500 widzów.

## Sezony
| Sezon                          | Liga                                                 | Poziom | Miejsce |
| Federalna Republika Jugosławii |                                                      |        |         |
| 1999/00                        | Srpska liga (Grupa Niš)                              | III    | 16      |
| 2000/01                        | Srpska liga (Grupa Niš)                              | III    | ?       |
| 2001/02                        | Srpska liga (Grupa Niš)                              | III    | 2       |
| 2002/03                        | Srpska liga (Grupa Niš)                              | III    | 1       |
| Serbia i Czarnogóra            |                                                      |        |         |
| 2003/04                        | Druga liga Srbije i Crne Gore – Grupa Istok (Wschód) | II     | 5       |
| 2004/05                        | Prva liga Srbije                                     | II     | 16      |
| 2005/06                        | Prva liga Srbije                                     | II     | 14      |
| Serbia                         |                                                      |        |         |
| 2006/07                        | Prva liga Srbije                                     | II     | 8       |
| 2007/08                        | Prva liga Srbije                                     | II     | 16      |
| 2008/09                        | Srpska liga (Grupa Istok)                            | III    | 14      |
| 2009/10                        | Srpska liga (Grupa Istok)                            | III    | 11      |
| 2010/11                        | Srpska liga (Grupa Istok)                            | III    | 5       |
| 2011/12                        | Srpska liga (Grupa Istok)                            | III    | 15      |
| 2012/13                        | Zonska liga (Niska zona)                             | IV     | 5       |
| 2013/14                        | Zonska liga (Niska zona)                             | IV     | 5       |
| 2014/15                        | Zonska liga (zona Jug)                               | IV     | 6       |
| 2015/16                        | Zonska liga (zona Jug)                               | IV     | 1       |
| 2016/17                        | Srpska liga (Grupa Istok)                            | III    | 16      |
| 2017/18                        | Zonska liga (zona Jug)                               | IV     | 7       |
| 2018/19                        | Zonska liga (zona Jug)                               | IV     | 1       |
| 2019/20                        | Srpska liga (Grupa Istok)                            | III    | 6 *     |
| 2020/21                        | Srpska liga (Grupa Istok)                            | III    | ?       |

 * Z powodu sytuacji epidemicznej związanej z koronawirusem COVID-19 rozgrywki sezonu 2019/2020 zostały zakończone po rozegraniu 17 kolejek.

## Sukcesy
- 5. miejsce Drugiej ligi Srbije i Crne Gore – Grupa Istok (II liga) (1x): 2004.
- 8. miejsce Prvej ligi Srbije (II liga) (1x): 2007.
- mistrzostwo Srpskiej ligi – Grupa Niš (III liga) (1x): 2003 (awans do Drugiej ligi Srbije i Crne Gore).
- mistrzostwo Zonskiej ligi – Grupa Jug (IV liga) (2x): 2016 i 2019 (awanse do Srpskiej ligi).